# Bazoches-au-Houlme
Bazoches-au-Houlme – miejscowość i gmina we Francji, w regionie Normandia, w departamencie Orne.
Według danych na rok 1990 gminę zamieszkiwało 335 osób, a gęstość zaludnienia wynosiła 12 osób/km² (wśród 1815 gmin Dolnej Normandii Bazoches-au-Houlme plasuje się na 563. miejscu pod względem liczby ludności, natomiast pod względem powierzchni na miejscu 46.).